# 왕봉시
왕봉시(王逢時, ? ~ 기원전 12년)는 전한 말기의 외척으로, 자는 계경(季卿)이며 위군 원성현(元城縣) 위속리(委粟里) 사람이다. 성제의 생모 왕태후·대장군 왕봉의 배다른 동생이다.

## 생애
하평 2년(기원전 27년), 관내후 왕봉시는 고평후(高平侯)에 봉해짐으로써 형 왕담·왕상·왕립·왕근과 함께 열후의 반열에 올라, 오후(五侯)라고 불렸다.
형들은 조정에서 요직을 차지하였으나, 자신은 재능이 없어 그러지 못하였다. 원연 원년(기원전 12년)에 죽으니 시호를 대(戴)라 하였고, 아들 왕매지가 작위를 이었다.

## 출전
- 반고, 《한서》
  - 권18 외척은택후표
  - 권98 원후전

| 선대 (첫 봉건) | 전한의 고평후 기원전 27년 6월 을해일 ~ 기원전 12년 | 후대 아들 왕매지 |